# Rudi Gruner
Rudi Gruner (* 30. Juni 1909 in Chemnitz; † 28. Oktober 1984 in Karl-Marx-Stadt) war ein deutscher Maler, Zeichner und Buchillustrator. Gruner zählt zur sogenannten «Verschollenen Generation» expressiver Realisten und gilt als wichtiger Vertreter ostdeutscher Kunst der Nachkriegszeit.

## Leben und Werk
Rudi Gruner wurde in Chemnitz-Gablenz geboren, sein Berufswunsch im Alter von sechs Jahren war «Malerkünstler». Von 1924 bis 1928 absolvierte er eine Ausbildung zum Musterzeichner an der Fachschule für Textilindustrie Chemnitz. Im Jahr 1932 heiratete er Charlotte Pannicke.
Von 1932 bis 1937 war er arbeitslos, gelegentlich war er als Aushilfe in einer Chemnitzer Drogerie tätig. 1937 zog er ins Wohnatelier Bernsdorfer Straße, wo er bis zu seinem Tod tätig sein sollte. Von 1939 bis 1944 arbeitete er als Werbegrafiker, vor allem als Kinoplakatmaler (Regina-Kino, Roter Turm und Lichtburg).
Erstmals stellte er seine Kunstwerke 1939 in der Chemnitzer Kunsthütte gemeinsam mit Martha Schrag, Marianne Brandt, Carl Lange, Emil Mund, Heinrich Brenner, Bruno Ziegler und anderen aus. 1943 beteiligte er sich an der Jahresschau der Chemnitzer Kunsthütte. In den Jahren 1944 bis 1945 nahm er als Soldat der Wehrmacht am Zweiten Weltkrieg teil. Nach der Entlassung aus der Kriegsgefangenschaft arbeitete er ab 1945 freischaffend als Maler und Zeichner in Chemnitz/Karl-Marx-Stadt. Er hatte engen Kontakt zu den ehemaligen Mitgliedern der Künstlergruppe Chemnitz und nahm regelmäßig an regionalen Kunstausstellungen teil.
1950 wurde er in den Verband Bildender Künstler Deutschlands aufgenommen. Im Auftrag des Verlags Philipp Reclam jun. Leipzig illustrierte er 1961 Das Leben des Lazarillo vom Tormes. Unveröffentlicht blieben viele Tausend Stahlfederzeichnungen zu Literatur von Honoré de Balzac, François Villon, Giovanni Boccaccio, Guy de Maupassant, Nikolai Wassiljewitsch Gogol, Anton Pawlowitsch Tschechow, Charles Dickens u. v. a.
Gruner erhielt 1984 die Hans-Grundig-Medaille.
1993 wurde eine umfangreiche Schenkung aus seinem Nachlass von Charlotte Gruner an die Städtischen Kunstsammlungen Chemnitz getätigt.
Gemälde und Zeichnungen Rudi Gruners befinden sich u. a. in den Kunstsammlungen Chemnitz, der Neuen Sächsischen Galerie Chemnitz und in Privatbesitz. Wandbilder: «Theater der Werktätigen» in Wolfen (1950), in Chemnitz/Karl-Marx-Stadt in der Industrieschule (um 1950, mit Will Schestak und Willy Wittig), im Café «Roter Turm» (um 1958), im VEB Industriewerke (1960er Jahre) und in der Empfangshalle der Hauptpost (1967) – heute alle übermalt oder abgetragen. Neben seiner freiberuflichen Arbeit als Maler und Zeichner gab Gruner zahlreichen Künstlern Privatunterricht, so dem Plakatgestalter Dieter Netzker (1931–2000), dem Bildhauer Armin Forbrig (1937–2007) und dem Maler und Grafiker Axel Wunsch.
Grafiken und Zeichnungen Gruners sind im Kunsthandel präsent.

## Weitere Werke
- Landschaft mit Figurengruppe (vor 1948, Öl)[1]

- Fastnacht (Öl; 1952 auf der Mittelsächsischen Kunstausstellung)
- An der Plakatsäule (Öl; 1952 auf der Mittelsächsischen Kunstausstellung)

## Ausstellungen nach 1945 (unvollständig)

### Personalausstellungen
- 1947: Chemnitz, Kunstausstellung Gerstenberger (mit Hans Haueisen)
- 1960: Halle/Saale, Galerie Henning (Illustrationen)

#### Postum
- 1985: Chemnitz, Galerie Oben
- 1995: Chemnitz, Hofgalerie
- 1997: Chemnitz, Neue Sächsische Galerie ("Die großen Alten 2"; mit Wilhelm Rudolph, Hermann Glöckner und Otto Müller-Eibenstock)
- 1999: Chemnitz, Galerie Borssenanger (Malerei und Zeichnung; zum 90. Geburtstag)
- 2009: Chemnitz, Heck-Art-Galerie (Malerei und Zeichnung. Sammlung Tilo Richter; zum 100. Geburtstag)

### Ausstellungsbeteiligungen
- 1946: Chemnitz („Chemnitzer Künstler stellen aus“)[2]
- 1946/1947: Leipzig, Museum der Bildenden Künste („Mitteldeutsche Kunst“)[3]
- 1948: Freiberg (3. Ausstellung Erzgebirgischer Künstler)[4]
- 1948 und 1952: Chemnitz, Schlossberg-Museum („Mittelsächsische Kunstausstellung“)[5]
- 1963: Karl-Marx-Stadt ("10 Jahre Architektur, bildende Kunst und bildnerisches Volksschaffen)[6].
- 1974, 1979 und 1985: Karl-Marx-Stadt, Bezirkskunstausstellungen
- 1984/1985: Karl-Marx-Stadt, Städtisches Museum am Theaterplatz („Retrospektive 1945–1984. Bildende Kunst im Bezirk Karl-Marx-Stadt“)